# Anchan
Anchan, auch Schmetterlingserbsentee oder Blauer Tee, ist ein coffeinfreier Kräutertee, welcher durch Aufguss der Blütenblätter oder Pflanzenbestandteile der Clitoria ternatea hergestellt wird.
Aus der in Südostasien weit verbreiteten Clitoria ternatea wird seit Jahrhunderten Tee gemacht, allerdings ist dieser Tee erst seit einigen Jahren außerhalb seiner Heimatregion bekannt. Anchan erhält seine charakteristische Färbung durch die tiefblaue Farbe der Blütenblätter, die auch seit Jahrhunderten als Farbstoffe genutzt werden. Ein besonderer Aspekt des Tees ist seine Eigenschaft, die Farbe abhängig des pH-Werts zu ändern. Beispielsweise wird der Tee lila, wenn Zitronensaft hinzugefügt wird.
Clitoria Blüten werden in der Ayurveda für viele medizinische Anwendungen verwendet.

## Herkunft
Clitoria ternatea, auch Blaue Klitorie genannt, ist eine Pflanze der Familie der Hülsenfrüchtler und ist in Südostasien weit verbreitet. Die intensiv blauen Blütenblätter der Blauen Klitorie wurden als Bestandteil von Kräutertees und zum Kochen seit Jahrhunderten in dieser Region verwendet. Die blauen Blütenblätter geben ihre Farbe ab, wenn sie in warmes oder heißes Wasser eingelegt werden. Deshalb werden sie als Färbemittel, aber auch als Farbzusatz in verschiedenen Gerichten, wie dem Reisgericht Nasi kerabu, verwendet.
In Thailand und Vietnam wird Anchan oft mit Honig und Limetten zubereitet und häufig nach dem Essen oder als Erfrischung in Hotels oder Bädern gereicht. Dies wird in Thai als nam dok anchan bezeichnet. Das nam dok anchan Getränk ist dort ein typisches lokales Getränk, wie es Kamillentee in anderen Teilen der Welt ist. Es gibt den Tee sowohl als heiße, als auch kalte Variation, wobei die kalte Variante meist mit Honig, Minze, Zimt, Passionsfrucht und Ingwer verfeinert wird.
Seit Jahrhunderten war Anchan nur in Südostasien bekannt. Doch durch Reisevorträge und Food Blogger wurde er auch außerhalb seiner Herkunftsregion beliebt. Dennoch wird dieser Tee meist nur von speziellen Online-Verkäufern angeboten.
Der Geschmack dieses Tees wird als erdig und holzig – ähnlicher zu einem Grünen Tee als zu blauem Curaçao beschrieben.

## Popularität und Farbeigenschaften

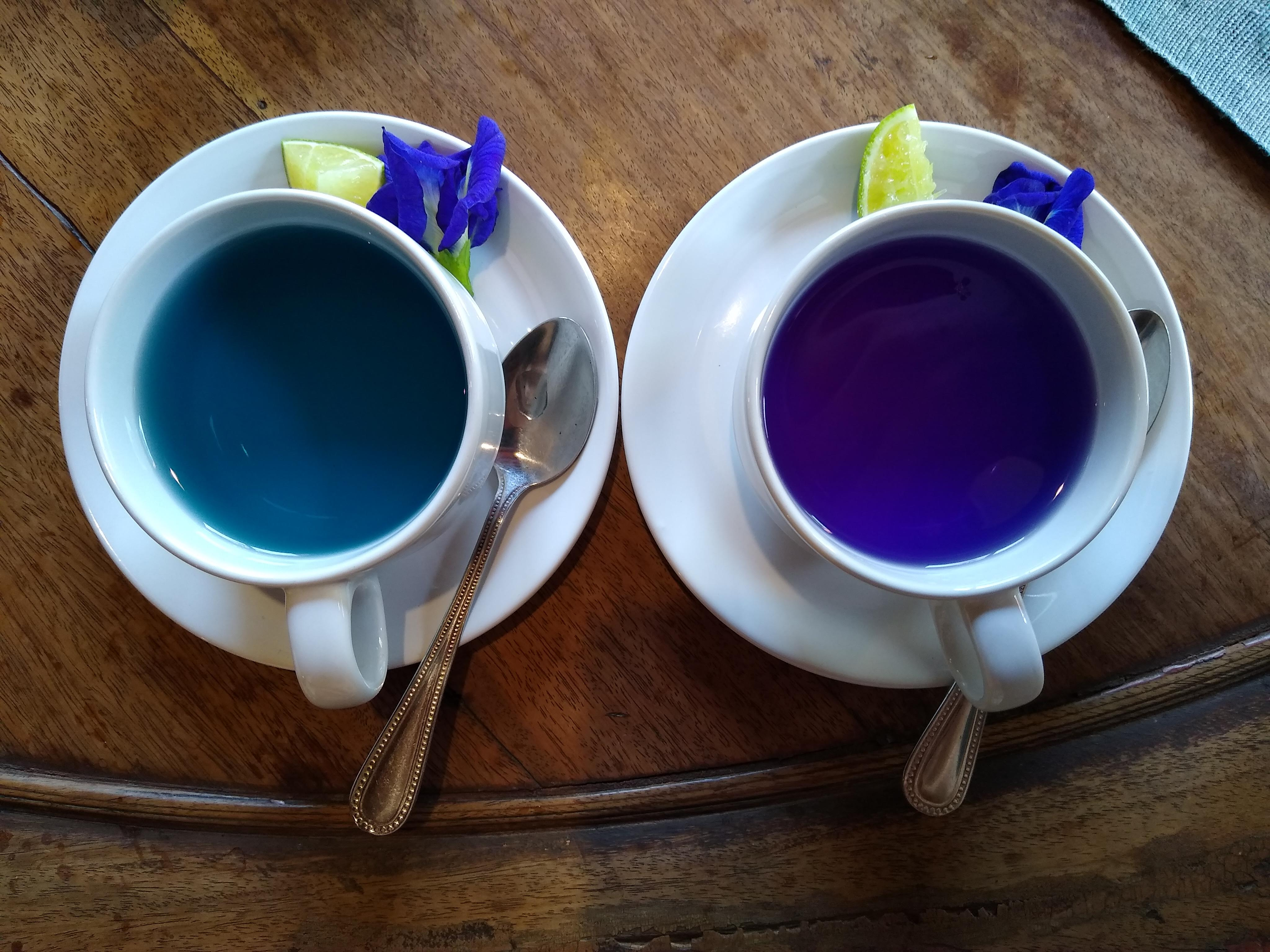
Zwei Tassen Anchan. Der rechten Tasse ist Limettensaft hinzugegeben, wodurch der Tee lila wurde.

Einer der charakteristischsten Eigenschaften des Anchan oder anderer Getränke mit Clitoria teranatea-Extrakt ist, dass sie ihre Farbe in Abhängigkeit des pH-Werts ändern. Ein tiefblauer Tee wird lila, wenn Zitronensaft hinzugegeben wird, wobei die Intensität der Farbe von der Zitronensaftmenge abhängt. Gemischt mit Hibiskus erhält der Tee eine hellrote Farbe.
Eine beliebte Verwendung des Tees sind Cocktails. Bei der Vorführung der Cocktailherstellung überrascht ein sofortiger Farbwechsel. Ein anderer Verwendungszweck ist als Eiswürfel für Cocktails oder Punsche. Hier wird der Tee zu Eiswürfeln eingefroren und in den Cocktail gegeben. Dadurch ändert das Getränk seine Farbe, wenn sich der Eiswürfel auflöst, was zu einem sogenannten „Stimmungsringcocktail“ führt.